# Острова Дёмина
Острова́ Дёмина (яп. 春苅島 Харукари-то:) — острова Малой гряды Курильских островов. Согласно федеративному устройству России входят в Сахалинскую область в составе Южно-Курильского района в рамках административно-территориального устройства области и в составе Южно-Курильского городского округа в рамках муниципального устройства в области. Принадлежность островов оспаривается Японией, которая включает их в состав своего округа Немуро губернаторства Хоккайдо. Острова входят в состав российского государственного природного заповедника «Курильский».

## Название
Указом Президиума Верховного Совета РСФСР «О переименовании населённых пунктов Сахалинской области» от 15 октября 1947 года субархипелаг получил название острова Дёмина. В японское время острова назывались Харукари-то.

## История
До 1855 года вместе с прочими островами Малой Курильской гряды субархипелаг находился в неопределённом статусе. После заключения Симодского договора подпал под японскую юрисдикцию.
С 5 ноября 1897 года субархипелаг со всеми своими промысловыми угодьями считался частью села Хабомаи в составе уезда (гуна) Ханасаки (который охватывал всю Малую Курильскую гряду и часть полуострова Немуро на острове Хоккайдо), который входил в губернаторство Хоккайдо, провинцию Немуро.
В японский период на главном острове Дёмина существовало небольшое рыбацкое поселение, носившее субтопоним Наканосима с 6 постоянными жителями в 1945 году. Основным занятием местных рыбаков была добыча ламинарии, трески и прочих морских ресурсов. 
4 сентября 1945 года на острова Дёмина (яп. Харукарусима) был высажен советский десант из 20 человек.
2 февраля 1946 года в соответствии с Указом Президиума ВС СССР в числе других Курильских островов и вместе с Южным Сахалином были включены в состав образованной Южно-Сахалинской области в составе Хабаровского края РСФСР, которая 2 января 1947 года вошла в состав новообразованной Сахалинской области в составе РСФСР.
Все японские граждане пожелали репатриироваться в Японию.
Названы именем гидрографа Леонида Дёмина (1897—1973).

### Население
В настоящее время архипелаг не имеет постоянного гражданского населения, хотя в прошлом в разные периоды хозяйственную деятельность на нём поочередно осуществляли айны, японцы и граждане СССР, преимущественно русские.

### Проблема принадлежности
С точки зрения Японии, входят в группу островов Хабомаи, которые являются продолжением береговой линии японского острова Хоккайдо и не рассматриваются как часть Курильских островов.
В 2004 году Россия как государство-правопреемник СССР, в соответствии с заявлением своего министра иностранных дел С. В. Лаврова, признала существование Советско-японской декларации 1956 года, включавшей пункт о готовности передать Японии остров Шикотан и группу Хабомаи, и подтвердила готовность вести на её основе территориальные переговоры с Японией.
3 сентября 2022 года Россия отменила упрощённый режим посещения островов Малой Курильской гряды для граждан Японии.

## География
Вытянуты с северо-востока на юго-запад на 4,5 км. Длина береговой линии архипелага достигает 7,5 км. Макс. высота до 34 м выше у. м. В 4 км к западу от островов Дёмина расположен остров Юрий, в 5 км к северу — остров Зелёный. Представляет собой архипелаг, состоящий из 13 островов, островков и скал общей площадью около 0,6 км². Крупнейший остров Дёмина треугольной формы расположен в центре архипелага: в длину он достигает 1,5 км, ширина варьируется от 0,25 до 0,75 км, длина береговой линии составляет 3,9 км. На него приходится половина площади архипелага.

## Флора и фауна
Весь архипелаг однотипен геологически и по растительности. Леса отсутствуют. Поверхность покрывают океанические луга. Остров окружают обширные и богатые морепродуктами (ламинария, треска) отмели и банки глубинами 3—9 м. В 2005 году безвизовая российско-японская экспедиция исследовала птиц, флору и почвы архипелага. Из трав наибольшее распространение имеют колосняк Elymus dahuricus, образующий дернину. Разнотравье представлено в основном дудником Гмелина Angelica gmelinii и бодяком камчатским Cirsium kamtschaticum. Экспедиция насчитала 22 субколонии морских птиц. Наиболее широко представлены северная качурка Oceanodroma leucorhoa и тупик-носорог Cerorhinca monocerata. Около половины поселений качурок оказались совместными с тупиками-носорогами.
К началу XX века японские промышленники и рыбаки практически поголовно истребили калана, мех которого шел на пошив тёплой одежды для японских солдат в условиях постоянной подготовки войны с Россией и СССР. Группу из шести каланов впервые после десятилетий отсутствия зарегистрировали на заповедных островах Дёмина Малой Курильской гряды в 1999 году. Уже через год каланье стадо на архипелаге увеличилось до 24 взрослых зверей и 7 щенков. К 2016 году на о-вах Дёмина было учтено 64 особи: острова признаны очагом расселения калана на Южных Курилах.
Острова Дёмина (а также Осколки) — место расположения самых крупных лежбищ тюленей Курильских островов.